# Gülzow-Prüzen
Gülzow-Prüzen es un municipio situado en el distrito de Rostock, en el estado federado de Mecklemburgo-Pomerania Occidental (Alemania), a una altura de 10 metros. Su población a finales de 2016 era de 1600 habs. y su densidad poblacional, 27 hab/km².
Se encuentra a pocos kilómetros al noreste de la frontera con el distrito de Ludwigslust-Parchim.